# AKIBAX
AKIBAX（アキバックス）は、秋葉原電気街振興会が主催し、東京・秋葉原を会場にして開催される、IT・コンピュータ・ネットワーク関連の展示会である。
1997年7月、「インターネットショーin秋葉原」として秋葉原駅前広場で開催したのが始まりであり、1999年からは「AKIBAX インターネットショーin秋葉原」となり、以降2001年まで秋葉原の夏の一大イベントとして開催されてきた。秋葉原での開催ということもあり、電気街との連動イベントとしての側面も持ち、展示会場で最新テクノロジーを紹介展示するとともに、電気街では同時期に行われる「秋葉原電気まつり」でのセールイベントも行っていた。
その後秋葉原駅周辺の再開発で駅前広場が閉鎖されたのに伴い、AKIBAXの開催は2002年以降行われてこなかった。2006年になって、駅前再開発が終了したこと、駅前広場跡地などに秋葉原クロスフィールドができるなど開催環境が整ったこと、また、2007年1月にMicrosoft Windows Vistaの発売も控えていたこともあり、2006年12月にマイクロソフトの協賛を得て、「AKIBAX 2006 powered by Windows Vista Ultimate」として復活、秋葉原UDX内のAKIBA_SQUAREを会場として行われた。
2010年7月には自作パソコンをメインテーマとした「AKIBAX 2010 PC DIYフェスタ」として再復活、ベルサール秋葉原を会場に行われることとなっている。